# Trevor Cherry
Trevor John Cherry, född 23 februari 1948 i Huddersfield i West Yorkshire, död 29 april 2020, var en engelsk professionell fotbollsspelare och manager. 
Cherry började sin fotbollskarriär i Huddersfield Town men är mest ihågkommen som en framgångsrik vänsterback i Leeds United under lagets storhetstid under 1970-talet. Under sin spelarkarriär från 1965 till 1985 spelade han totalt 679 ligamatcher och gjorde 36 mål.
Han har dessutom varit lagkapten för engelska landslaget där han spelade 27 gånger mellan 1976 och 1980.